# Yukarıköselerli, Mut
Yukarıköselerli là một xã thuộc huyện Mut, tỉnh Mersin, Thổ Nhĩ Kỳ. Dân số thời điểm năm 2011 là 646 người.